# Боршт (Брежице)
Боршт (словен. Boršt) — поселення в общині Брежиці, Споднєпосавський регіон, Словенія. Висота над рівнем моря: 153,2 м.